# Remember11 -the age of infinity-
『Remember11 -the age of infinity-』（リメンバーイレブン ジ・エイジ・オブ・インフィニティ）は、KIDより発売されたサスペンス系アドベンチャーゲーム。

## 歴史
Remember11 -the age of infinity-
2004年3月18日、PlayStation 2（PS2）版が発売。
2005年5月12日、サクセスよりSuperLite2000シリーズでPS2版が発売。
infinity plus
2008年4月4日、サイバーフロントより、シリーズ3作に新作『12RIVEN -the Ψcliminal of integral-』を加えたPC版セットが発売。
2008年10月9日、PS2版が発売。
Remember11 -the age of infinity-（PSP版）
2009年4月16日、PlayStation Portable（PSP）版が発売。ディレクション、プログラム、スクリプトなどはレジスタが担当した。新規ムービー、用語解説、シリーズ年表を収録している。
infinity plus portable
2009年8月13日、PSP版のシリーズ4本セットが発売。オープニングムービー収録DVDが付属した。
Remember11 -the age of infinity-（アプリ版）
2012年11月20日、スマートフォン向けアプリが配信開始。
Remember11 -the age of infinity-（PCダウンロード版）
2015年12月25日、5pb.Gamesより配信。Windows Vista/7/8対応。

## 概要
無限に繰り返す時間の中、閉鎖空間からの脱出を図る『infinity』シリーズの第3作。前作までは恋愛アドベンチャーゲームだったが、このジャンル独特の制約をはずすために本作品はサスペンスアドベンチャーとされ、前2作にはあまり見られなかった残酷描写やグロテスクな表現が多く描かれている。ギャルゲーではなくなった理由には女性ユーザーへのアピールという面もあり、前作までと比べてユーザーの女性比率が高くなった。
非常に難度が高いため「前衛的」と言われたり、未完の作品として厳しい評価を下されることもあるが、謎解きを好む層もおり「これがいい」という意見もあった。しかし後年、プロデューサーの市川和弘は最後のシナリオが完成していない未完の状態で販売した事を認めている。

### コンセプト
前半のテンポが悪かった『Ever17』の反省を受け、今回は次々といろいろなできごとが起きてプレイ意欲を喚起するようになっている。ビジュアル面では、KID作品として初めて3Dと2Dの融合を試みている。背景を3D、人物を2Dで描画することで、遠景からのズームアップが画像の切り替え無しで表現できるようになった。
本作は「TIPS」という形で作中の用語を調べることができる。これは前作『Ever17』にて「説明部分が長い」という指摘を受けて導入された機能である。だが、今度は「いちいち物語から切り離される」という批判を受けることになった。しかし、TIPS閲覧中にゲーム進行が停止するという事は、プレイヤーが瞬時に情報を知り得る事にもなり、メタフィクションをテーマとする本作品ではこのシステムの特性自体に意味が持たされている。このTIPSを集めることが隠し要素出現の条件となっている場合もある。ただし、グッドエンドでクリアするだけでは重要な情報を閲覧することはできない。
KIDの戦略的に『infinity』シリーズを発売する必要が生じたとき、ゼロから企画を考える余裕がなかったため、以前から中澤工が暖めていた案を下敷きにすることになった。なお、前作の企画原案を務めた打越鋼太郎は本作品から槻潮鋼と改名し、シナリオを担当している。
企画の原点はギャルゲー風『街』をやりたいという発想だった。ザッピングにより視点が切り替わる『街』のように人格転移現象がプロットの基となっていたが、それだけでは決め手に欠けていたところ、飲み屋で酔った中澤がふらついて頭を天井にぶつけたのを見て、「理由はわからないけれども確かに自分がやってしまった」という要素を打越（槻潮）が思いついた。前作『Ever17』ではプレイヤーと同格の視点がゲーム世界に介入して問題を解決しているが、そうした高位の存在が劇中の登場人物にとって都合よく行動してくれるとは限らず、逆に悲劇が訪れるかもしれない。このような場合にキャラクターたちが自らを操作する得体の知れない存在に抱く感情を描いたなら、『Ever17』とは正反対のテーマとなり面白くなるだろうと考えたのである。
このテーマを表現するため、初期案ではプレイヤーが選んだ選択肢のせいで悟が妹の沙也香を殺害してしまう場面がゲームの冒頭に入る予定だったが、さすがに直接的な描写はお蔵入りになった。
また、映画『メメント』も着想元の1つになっている。この映画は「見ている人間は救われるが登場人物に救いがない物語」であり、本作品は逆に「登場人物は救われるけど、見ている人間は救われない物語」になっている。
グッドエンドを含むすべての結末で "This story has not finished yet. It is an infinity loop!" と表示されるのは、悟たちの物語が完結しても物語はまだ無限ループの中にあることを意味している。 本作品はキャラクターたちが仕掛けた「終わりのない復讐の物語」であり、触れることのできない相手をうまくおびき寄せて監禁し自由を奪うことが目的になっている。
つまり本作品はプレイヤーをテレビの中に閉じ込めるためのもので、真相を求めて悩むことも作品を構成するパーツとして意図されている。

### シナリオ構成
本作はココロ編とサトル編という2つのシナリオからなる。これら2編のシナリオは、各シナリオの主人公たちの意識が人格交換現象により入れ替わらされることにより、それぞれの舞台が絡み合いながら進行していく。
初回プレイ時には自動的にココロ編をプレイすることになり、ココロ編のグッドエンドを迎えることで初めてサトル編をプレイできるようになる。サトル編がプレイできるようになった後は、一方での選択が他方に影響を与える場合もあり、一方でバッドエンドを迎えた場合、他方でも辻褄を合わせる形でバッドエンドとなる（基本的にはストーリー上の同じタイミングで同じ内容。一方の主人公が死亡した状態で人格交代が行なわれることでもう一方の主人公も死亡する、両シナリオの人物が合流するべき時点で一方の人物がいない、など）。
サトル編を最後まで進めることでエピローグへと進み、そこでようやく物語は完結するが、多くの謎を残したままの結末となる。

### 未解決の謎
今作のストーリーは多くの謎を残したまま完結する。ユウキドウ計画は、2名の首謀者のうち悟が記憶喪失になり榎本が死亡するため、詳細は語られずじまいである。沙也香の死がどう計画に関係しているのかも説明がない。
中澤工は、「全ての情報を提示していない」と認め、未完の作品と評価をする人がいることは「甘んじて受けなければいけない」とし、その原因について「結果的にそうなってしまった」「最初はやむを得ず真相を隠していました」と語っている。
また、33通りのエンディング（そのうち31はバッドエンド）全てをクリアしないと見られない重要情報がある。
その結果として結末が消化不良に見えたり、後味が悪く思えるようになっているところは大きな反省点としている。
このような「理不尽に近い難解さ」について、PSP版に真相に肉薄できる情報をInfinityシリーズの年表という形で盛り込み、PSP限定版添付の冊子に攻略チャートを掲載することで解決を図っている。
中澤工は「PS2版も、あれで完成・完結した物語としてまとめた」としながらも、PSP版発売に伴い新規ユーザーがプレイすることと、PS2版で抱えた不満を解消したがっている人がいることを考慮し検討した結果、「年表」という形を採用することを決めたと言う。なお、各個人の考察とスタッフが用意した真相の食い違いについては、「頭を捻りながらも楽しんでいる人」の存在を挙げ、「種々の興味深い考察」の「興をそがないため」を理由にして、「PSP版で明瞭になった情報と食い違っても無視してくださって結構」「最も納得した（あなたにとって妥当性のある）真相こそが、あなたにとっての真実」「『今回のPSP版の情報は、別の真相への手引き』だと解釈くださっても結構」としている。
「阿保剛KID作品集ゲームサウンドトラック」配信記念の座談会にて、市川は「もともと全３章からなってたんですよ。で、時間がなくてどうしても３章目が作れなかったんですよ。そこで断腸の思いで未完のままの状態で売ることになったんです」と語っている。その後も続編を出そうとはしたが本作が2章で一応終わる形にした為、「その後に続く３章の部分、元のネタ自体」が使えなくなり、大きく作り変える必要が生じた事や、ユーザーが自由に終わりを考えて様々な解釈が生まれた事で「こっちの方が面白いかも」「この後これよりつまんないもの出したらカッコ悪い」などと言った考えから作品が出し辛くなり、結果的に実現できなかった事を明かしている。

## 用語
阿波墨市立病院無差別殺傷事件
2009年1月14日に発生。死者12名、重軽傷者19名。司法鑑定の結果、犯人である犬伏は、DIDと診断、判決は無罪となり、青鷺島のスフィアに幽閉される。
朱倉岳
青森県青森市十和田湖町の北西、南八甲田連峰内の山。標高1298メートル。
青鷺島
北海道の礼文島から西方5キロにある無人島。
スフィア
正式名称は隔離と保護のための特定精神医療施設（SPHIA: Specified Psychiatric Hospital Hor Isolation And Aegis）。日本各地に新設された特別精神病院で、そのうち1つが青鷺島にある。
穂樽日鉱山跡
北海道后羽郡茂枝木村。朱倉岳と青鷺島の中間に存在し、時空間転移装置が設置されている。双子の出産を控えたカーリーが幽閉されている場所でもある。
時空間転移
量子テレポーテーションの原理に基づき、半径110メートルの半球状の空間（サークル）内にある物質を転移させる技術。場所だけではなく時間にも差が生じ、朱倉岳は2011年1月、穂樽日鉱山跡は2011年7月、青鷺島が2012年1月の時点で転移している。そのためサークルの出入りを利用することでタイムトラベルも可能である。
転移に際しては基本的にサークル内のすべてのものが入れ替わるが、一部の例外がある。こころ、悟、男児の意識は元の場所に残留するため、転移してきた空の肉体に宿ることになる。これが人格交換の理由である。同じことが穂鳥、犬伏、女児の間でも起こっている。
ライプリヒ製薬
悟と榎本が所属する多国籍企業。前作『Ever17』にも登場。
ユウキドウ計画
悟と榎本が立てた時空間転移による謎の計画。仮説上、時空間転移の転移時間（タイムスリップする時間）の長さは、転移空間（テレポートする距離）の長さに比例するとされたため、2011年1月の時点で悟はオーストラリアに時空間転移の実験場の候補地を求めていたが、朱倉岳飛行機墜落事故の唯一の生存者とされるゆにと接触したことにより、計画を大幅に修正し、日本で実施することにした。目的は、データ収集、黛ら18便墜落事故の犠牲者の救出、『セルフ』をこの時空内に捕らえ、幽閉すること。このゆには「2011年の朱倉岳から2012年のスフィアに転移し、その7日後2011年の朱倉岳に再転移した」人物である。悟はゆにから必要な情報を引き出して転移が行われた未来の歴史を再現し、一方でゆには彼らの計画に便乗して自分だけでなくこころたちも助かるように行動することにした。穂樽日鉱山内に設置された時空間転移装置は、2011年7月に完成、2011年7月12日に悟らの手により稼動開始した。
セルフ
悟が、阿波墨事件の際の犬伏の残した言葉を拝借し命名した、「超越的な意思（あるいは知性体）」存在。
アイツ
悟が計画を通じて復讐をもくろむ相手。このゲームのプレイヤーと解釈できるようにしているが、プレイヤーと限らない。
マグロ
なぜかシリーズを通して登場する魚。本作品ではスフィアにあった4人乗りのそりがマグロ型をしていた。

## ストーリー
2011年1月11日、稚内行きの飛行機HAL18便の機内で、冬川こころは楠田ゆにと知り合う。だが彼らの乗った飛行機は青森県の南八甲田朱倉岳に墜落する。
もうひとつの舞台である北海道の青鷺島に位置するスフィアでは、1月11日午後4時、優希堂悟が屋上の時計台にいた。しかし、突然彼は謎の影に追われ、時計台から転落する。

## 登場人物
主要登場人物7人には、カール・グスタフ・ユングが提唱する分析心理学の元型が割り当てられている。この思想によると、人間の意識を構成する元型は無意識下のセルフによって統括されている。これを拡大解釈すると、あらゆる人間を統括する存在があるという発想に至る。キャラクターに元型が当てはめられるのは、彼ら7人がみな「セルフ」の制御下にあり、劇中の世界は1人の人間の中の心理現象とも考え得ることを表している。

### 主人公
この2人の主人公の人格が何度も入れ替わって物語を進めることとなる。また、今作は前作までと異なり、操作中の主人公も通常通り音声が再生され、立ち絵も（常時ではないが）表示される。これは、人格交換により性別が変わったときの衝撃を強めるためと、前作『Ever17』でトリックのために主人公の姿を隠し続けたことへのアンチテーゼである。
冬川 こころ（ふゆかわ こころ）
声：森永理科
元型：アニマ。男性の中の女性原理。
20歳、1990年2月22日生まれ、B型。
ココロ編の主人公。文系。鳩鳴館女子大学・人文学部社会学科3年生（人間学講座に所属しており犯罪心理学を専攻中）。外向的で好奇心旺盛。感情を信じるタイプ。連続殺人鬼・犬伏景子を調べており、彼女に会うためにスフィアを目指していたが、その際に墜落事故に巻き込まれる。人格が転移するという不可解な現象と、極寒の雪山と言う生と死が隣り合わせな世界に、さらには人格の転移先では何者かに命を狙われるという状況に次第に追い詰められて行くが、直接話すことのできない相棒・悟と協力して苦難を乗り越えようとする。
髪型は、おかっぱのジャギーボブ。モスグリーンのプルオーバーを着て薄茶のティアードスカートとミニブーツを履いている。
『infinity』シリーズにおけるヒロイン命名の伝統を受け継いでおり、『Never7』の優夏、『Ever17』の優春・優秋に続き、もうひとりの主人公・悟の姓と組み合わせることで「優冬」となる。
優希堂 悟（ゆうきどう さとる）
声：子安武人
元型：アニムス。女性の中の男性原理。
21歳、1990年2月22日生まれ、A型。
サトル編の主人公。理系。大学1年から4年へと一気に2年飛び級。鳩鳴館大学大学院・工学部物理工学科修士課程2年生（量子物理学研究室に所属）。2010年、大学院進学と同時に、親友の榎本と共に、ライブリヒ製薬にも就職。ライブリヒ製薬の研究室において、「ユウキドウ計画」実現のため、量子テレポーテーション装置をベースに、時空間転移装置を開発する。行動力はあるが慎重派。合理的な思考を常とする。状況を的確に判断して最善と思った行動を取る。スフィアの時計塔から転落し、自分がなぜ時計塔を登っていたのか。そもそもなぜ自分はスフィアにいるのかといった、多くの記憶を失ってしまう。人格が転移している現象に気付き、こころと共に事態を打開することと、雪山にいる4人を救い出す決意を固める。こころとのコンタクトはメモ書きやボイスレコーダーを使う。

### 主要人物
黛 鈴（まゆずみ りん）
声：豊口めぐみ
元型：ペルソナ。黛とは化粧であり、自分を取り繕うことを暗示する。
23歳、1987年4月30日生まれ、A型。
飛行機事故の生存者の1人であるOL。気が強くプライドの高い女性。あまり本当の感情を表に出さず、他の人間と協力する素振りさえ見せようとしない性格。OLと言っても"Office Lady"ではなく、"Official Lawyer"。つまり国選弁護士（の見習い）である。悟とはかつて（2008年夏～2010年夏の大学生時代）は恋人同士だったが、親が決めた相手と結婚するため別れた。
外見を気にしており見るからに高そうなスーツを清楚に着こなすだけでなく、顔、靴、髪、指先にまで細かい手入れをしている。髪型はかなりの長さでアップに纏められている。登場時は紫のツーピースを着て黒のストッキングを履いている。指先には赤いマニキュアが塗られている。サイドにスリットの入ったタイトスカートとハイヒールを履いている。常にピリピリしており、ヒステリックな表情を浮かべることが多い鈴だが、その内面ではさまざまな心情が交錯している。
黄泉木 聖司（よもぎ せいじ）
声：江原正士
元型：オールドワイズマン。「聖司」は英語でワイズマンと同じく賢者を意味する "sage" に通じる。
35歳、1975年9月16日生まれ、O型。
飛行機事故の生存者の1人。サバイバル精神旺盛な登山家。動きやすさと生存術に長けているアウトドア系。穏和でユーモアがある、グループのリーダー的存在。2児の息子がいたが、犬伏景子に殺害されている。実はカーリーの夫だった。
黒のハイネックシャツの上から茶色のシャツを羽織り、ジーンズを履いている。あごの下の髭は無精髭ではなく手入れがされている。
内海 カーリー（うつみ カーリー）
声：久川綾
元型：グレートマザー。名前はインドの女神カーリーから。
27歳、1984年9月16日生まれ、O型。
スフィアに滞在する小学校教師。心理学や薬学に精通している。ムードーメーカー兼まとめ役だが、時折不可解な言動や行動を見え隠れさせる。悟にはスフィアのスタッフを自称しているがこれは偽りで、息子を殺害した犬伏への復讐を目的として潜入した身である。2011年8月に双子（兄と妹）を出産。朱倉岳で遭難した黄泉木聖司の妻だが、夫婦別姓により内海姓を名乗っている。
薄手のフリル付きシャツを着て肌の露出の少ないロングスカートを履いている。インド系のハーフのため、やや褐色がかっており、銀色の髪をより際立たせている。
涼蔭 穂鳥（すずかげ ほとり）
声：友永朱音
元型：シャドウ。初期設定では彼女がトリックスター相当で、名前も楠田穂鳥（くすだほとり→とりっくすたー）だった。
19歳、1991年4月30日生まれ、AB型。
スフィア滞在中の予備校生。その姿は連続殺人鬼・犬伏景子（いぬぶし けいこ）である。犬伏はDID（多重人格障害）と診断されたためにスフィアに収容されており、涼蔭穂鳥とは犬伏の別人格ではないかと序盤で推測される。ココロ編では大人しく優しい性格、サトル編では精神を病んでいるようなトラブルメーカーと、それぞれのシナリオでまるで別人のように性格が違うが、その理由は彼女もまたこころと悟のように他者と人格を交換しているからだった。
髪型は背中まで伸びた黒のストレート。清楚なイメージの白シャツを着て短めのブリーツとストッキングを履いている。高校の指定服のような赤いコートを着てマフラーをかけた姿になる時もあるが、やや伏し目がちな大きい瞳で極めて小柄な特徴がある。
11人の人格を併せ持つと言われ、その中のひとりが2年前に大量虐殺事件を引き起こしている。殺人鬼とされる犬伏であるが、劇中（2012年1月11日から17日）ではネズミ1匹を殺しただけで人間には危害を加えていない。
真の涼蔭穂鳥
19歳、1991年10月30日生まれ、A型。
HAL18便の乗員だった少女。墜落時に一命は取り留めたものの、山小屋までたどり着けず雪原で倒れる。時空間転移現象によって犬伏と肉体を交換することになるが、急性失語症に陥ったことと犬伏がもともとDIDだったせいで誰にも真相に気づいてもらえず、そのまま雪の中で死亡する。トレーナーを着てミニスカートを履いている。
こころが見かけたとき、彼女からはもう息を引き取っていると思われたが実はまだ完全に死んでおらず、画面が切り替わる直前に一瞬指が動く。
楠田 ゆに（くすだ ゆに）
声：皆川純子
元型：トリックスター。
11歳、1999年10月19日生まれ、AB型。
こころが旅客機で乗り合わせた少年。大きな丸い眼鏡はとても大切にしている。ピン底メガネではない。しかし、雪山とスフィアの両方に同時に存在する謎の人物でもある。無邪気かつ臆病。優しさと機転の良さを持ち合わせる。オカルト方面、特に神智学に関しての知識が豊富。時折、予言めいた事を言って周囲を驚かす。その行動や言動には不可解な部分を見せる。逆に小学生とは思えないほどに、いざという時の判断力を持っている。
雪山に墜落した初日、時空間転移中に避難小屋サークルの外へと出てしまい、1年後のスフィアに移動する。そのため事態を把握できておらず、こころの名を騙る悟（悟の肉体に宿ったこころ）に冷たい。一方雪山のゆには、こころたちを助けるため過去の自分と入れ替わる形で転移してきた未来の彼であり、救助が来る歴史につながるよう一同を誘導しようとしている。
秩序を壊す者の象徴として描かれている。ゆにの計画はまさにその通りの秩序破壊となった。

### その他の人物
榎本 尚哉（えのもと なおや）
21歳、1990年11月27日生まれ、B型。
声：西垣俊作
悟の大学入学以来の学友にして親友。モニターを擬視する仕事の時間が長い。記憶を失う前の悟と組んで「ユウキドウ計画」を実施した人物。その際（正確な月日は不明。2011年7月18日以降）、ごく小規模の（短距離間、短時間の）時空間転移を利用して互いの肉体を交換している。悟の記憶喪失をはじめとするイレギュラーの連続で計画の修正に追われるが、すべてを語る前にスフィア地下にて死亡。
全身黒のスーツでサングラスをかけている。任務遂行に支障のない服装を選んでおり、ファッションセンスに対しての意識はしていない。
優希堂 沙也香（ゆうきどう さやか）
声：友永朱音
享年10、1990年2月22日生まれ、AB型。
2001年に「死んだ」（＝その「存在」が永遠に失われた）悟の双子の妹。彼女の「死」がユウキドウ計画の発端となったとされる。DIDをわずらっており、殺人衝動に苛まれるなど、黒髪や肌の色や血液型などの身体的特徴も含め、犬伏との共通点が多いが、すべては謎である。
黄泉木 潤一（よもぎ じゅんいち）
享年9、1999年1月14日生まれ、O型。
聖司とカーリーの息子。やんちゃで元気いっぱいの少年だったが、怪我の治療に訪れた阿波墨病院で犬伏に殺害される。
プロフィールから逆算するとカーリーは14 - 15歳で彼を出産したことになるため、関連書籍で父親の聖司に突っ込みが入っているが、ドラマCDによると実はカーリーが暴行されて宿した子である。聖司はカーリーと新しい命を愛するゆえに、不名誉を恐れず潤一を自分の子として育てたのだった。
人格E（または、E人格）
「エンプティ」とあだなされた、犬伏の五番目の人格。「意思のベクトルが剥ぎ取られたかのようなからっぽの人格。完全なる虚無。」と解釈されている。ドラマCD他、本編でも一瞬だけ登場。

## スタッフ
- 企画原案・監督：中澤工
- キャラクターデザイン：左
- シナリオ
  - サトル編：中澤工、槻潮鋼
  - ココロ編：中澤工、打越鋼太郎、たきもとまさし、松川しゅうさく、林直孝、石川健太
- 音楽：阿保剛

## 主題歌
PS2版
- OP「little prophet」
  - 作詞・作曲：志倉千代丸 編曲：磯江俊道 / 歌：KAORI
- ED「Darkness of chaos」
  - 作詞・作曲：志倉千代丸 編曲：磯江俊道[24] / 歌：皆川純子

PSP版
- OP「宇宙のステンシル」
  - 作詞・作曲：志倉千代丸 / 編曲：上野浩司 / 歌：宮崎羽衣
- ED「キレナイナイフ」
  - 作詞：前田たかひろ / 作曲・編曲：大島こうすけ / 歌：宮崎羽衣

## 関連商品

### 書籍
- 『Remember11 -the age of infinity- ビジュアルファンブック』エンターブレイン〈Magical cute〉、2004年6月。ISBN 4-7577-1877-2
- 『Remember11 -the age of infinity- 設定解説ファンブック』ジャイブ〈Jive fan book series〉、2004年5月。 ISBN 4-902314-48-7
- 『Remember11 -the age of infinity- パーフェクトガイド』 ソフトバンクパブリッシング〈The PlayStation 2 books〉、2004年6月。 ISBN 4-7973-2774-X
- 犬村小六『Remember11』エンターブレイン〈ファミ通文庫〉
  1. 「上 こころ編」2004年4月 ISBN 4-7577-1841-1
  2. 「下 悟編」2004年7月 ISBN 4-7577-1903-5

### CD
- Remember11 サウンドコレクション（サイトロン / SCDC-00340〜00341）
- リメンバー11 プロフェシーコレクション
  1. 冬川こころ（サイトロン / SCDC-00346）
  2. 優希堂悟（サイトロン / SCDC-00347）
  3. 黛鈴（サイトロン / SCDC-00350）
  4. 楠田ゆに（サイトロン / SCDC-00351）
  5. 涼蔭穂鳥（サイトロン / SCDC-00352）
  6. 内海カーリー（サイトロン / SCDC-00353）
- リメンバー11 ドラマCD（サイトロン / SCDC-00354）
- Remember11 ボーカルコレクション（サイトロン / SCDC-00367）
- Infinity+Integral perfect Vocals (5pb. / VGCD-0168)